# Nieles
Nieles es una localidad y pedanía española perteneciente al municipio de Cástaras, en la provincia de Granada, comunidad autónoma de Andalucía. Está situada en la parte central de la comarca de la Alpujarra Granadina.
Se ubica a 2,2 km del núcleo principal, y otros tantos de Juviles, a 999 m s. n. m. de altitud, en la vertiente sur de Sierra Nevada, entre los cerros Alfagía (1.254 m) y Cerrajón (1.404 m). El clima es templado y benigno. Está declarada Bien de Interés Cultural, dentro del Sitio Histórico de la Alpujarra. La declaración afecta tanto al núcleo como a los cultivos aterrazados de su vega, que incluye tres magníficas eras. Es uno de los puntos de paso de la Ruta Medieval que recorre senderos construidos en la Edad Media.
Su estructura urbana es longitudinal, con cuatro ejes principales: La calle de la Iglesia; la calle de Enmedio o calle Real, la calle Altera y finalmente, en la parte más alta del núcleo urbano, se encuentra la calle del Castillo. Estos ejes están unidos por empinadas callejuelas, con tinaos. Tiene dos interesantes lavaderos y en su área territorial está situado el Cortijo de los Arcos, con restos de un acueducto declarado, igualmente, BIC.
Entre los años 1863 y 1869 se tramitaron, a instancias de numerosos vecinos de Nieles, dos expedientes sucesivos para crear ayuntamiento propio segregado del municipio de Cástaras. En ninguno de los dos casos se llevó a cabo la separación, al desestimar el Gobierno, por recomendación del Consejo de Estado, las peticiones de los nieleños.